# Tisbe tenera
Tisbe tenera är en kräftdjursart som först beskrevs av Georg Ossian Sars 1905.  Tisbe tenera ingår i släktet Tisbe och familjen Tisbidae. Inga underarter finns listade i Catalogue of Life.